# Tonje Kjærgaard
Tonje Kjærgaard (Silkeborg, 11 juni 1975) is een voormalig handbalster uit Denemarken. Met de Deense nationale vrouwenploeg won ze tweemaal de olympische titel (1996 en 2000) en eenmaal de wereldtitel (1997). Daarnaast werd Kjærgaard twee keer Europees kampioen (1994 en 1996). Ze speelde in totaal 139 interlands (342 doelpunten) voor haar vaderland in de periode 1994–2000.